# Tekken Tag Tournament 2
Tekken Tag Tournament 2 (鉄拳タッグトーナメント2, Tekken Taggu Tōnamento 2) é um jogo eletrônico de plataforma e luta da franquia japonesa Tekken. Foi desenvolvido e distribuído pela Namco Bandai, e teve seu lançamento para arcades no dia 14 de setembro de 2011, em seu país de origem. Recebeu uma atualização com o subtítulo Unlimited, em 27 de março de 2012. A versão para console foi lançada para PlayStation 3 e Xbox 360 em setembro de 2012, acompanhado por uma extensa campanha promocional. Ele também foi lançado para Wii U em novembro de 2012, subintitulado como Wii U Edition.
É o oitavo jogo da franquia Tekken e a sequência de Tekken Tag Tournament (1999), incluindo quase todos personagens de jogos anteriores da série principal. O título é o segundo da série a centralizar sua jogabilidade em combates dois-a-dois, sendo este um dos principais fatores que o levou a receber uma recepção positiva.

## Jogabilidade
Assim como em Tekken Tag Tournament, o jogo oferece a opção de combate dois-a-dois, onde é permitido a troca de personagens e movimentos especiais, dependendo da combinação de personagens e cronometramento de combos. Há uma maior possibilidade de customização de roupas, acessórios e armas apresentadas em Tekken 6.
Com o novo motor de jogo, é possível trocar um personagem no combate dois-a-dois com os botões L1 e R1. Se um dos lutadores golpear o oponente de forma brutal é possível destruir o cenário e ambos caírem para outro.
O jogo apresenta dois modos: o online e offline, permitindo que o jogador escolha tag team (2 versus 2; 2 versus 1) ou single player (1 versus 1). Na jogabilidade offline é possível escolher os modos arcade, versus, team battle, time attack e survival, por outro lado, na versão online, há a possibilidade de competir com outros jogadores. A prática e os tutoriais são realizados no Fight Lab, que envolve o enredo. Uma novidade entre os jogos de luta é o Tekken Tunes, que permite a troca de músicas durante as partidas.

## Enredo
Lee Chaolan, sob o alter ego de Violet, cria robôs humanoides para serem usados em campos de batalha, assim como tinha feito com Combot. Violet se isola em seu laboratório, o Violet System Research Facility, localizado no Brasil, para especializar o robô "Super Combot Big Project". Após meses de testes, ele realiza o plano, porém se engana ao apertar o botão "deletar" em sua máquina.
Combot explode e Violet não desiste de começar tudo novamente. Para fazer testes e anotações, o jovem sequestra Jin Kazama, Kazuya Mishima e Heihachi Mishima, que rejuvenesceu cinquenta anos. Ele conclui que se o robô derrotasse seus três inimigos, ele se tornaria invencível.

## Personagens
A versão para arcade apresenta 49 personagens jogáveis, entre eles, todos presentes em Tekken 6, Jun Kazama de Tekken 2, Jinpachi Mishima de Tekken 5, True Ogre de Tekken 3, Unknown de Tekken Tag Tournament e um novo personagem mascarado sob o nome de Jaycee, alter-ego de Julia Chang. A versão para console apresenta 59 personagens que inclui o retorno de Kunimitsu, Angel, Michelle, Miharu, Tiger, Forest, Dr. B, Violet e Combot, e apresenta Sebastian e Slim Bob.
- Alex (exclusivo para console)
- Alisa Bosconovitch
- Ancient Ogre (para console DLC)
- Angel (para console DLC)
- Anna Williams
- Armor King II
- Asuka Kazama
- Baek Doo San
- Bob Richards
- Bowser
- Bowser Jr.
- Bruce Irvin
- Bryan Fury
- Christie Monteiro
- Combot (exclusivo para console)
- Craig Marduk
- Devil Jin
- Diddy Kong
- Donkey Kong
- Dr. Bosconovitch (para console DLC)
- Dr. Luigi
- Dr. Mario
- Eddy Gordo
- Feng Wei
- Forest Law (exclusivo para console)
- Ganryu
- Heihachi Mishima
- Hwoarang
- Jack-6
- Jin Kazama
- Jinpachi Mishima
- Jaycee
- Jun Kazama
- Kazuya Mishima
- King II
- Kuma II
- Kunimitsu (para console DLC)
- Lars Alexandersson
- Lee Chaolan
- Lei Wulong
- Leo Kliesen
- Lili Rochefort
- Ling Xiaoyu
- Luigi Bros
- Mario Bros
- Marshall Law
- Michelle Chang (para console DLC)
- Miguel Caballero Rojo
- Miharu Hirano (para console DLC)
- Mokujin
- Nina Williams
- Panda
- Paul Phoenix
- Prototype Jack (exclusivo para console)
- Raven
- Roger Jr.
- Sergei Dragunov
- Sebastian (para console DLC)
- Slim Bob (console DLC)
- Steve Fox
- Tiger Jackson (exclusivo para console)
- True Ogre
- Unknown (para console DLC)
- Violet (para console DLC)
- Wang Jinrei
- Wario
- Yoshi
- Yoshimitsu
- Zafina

## Desenvolvimento

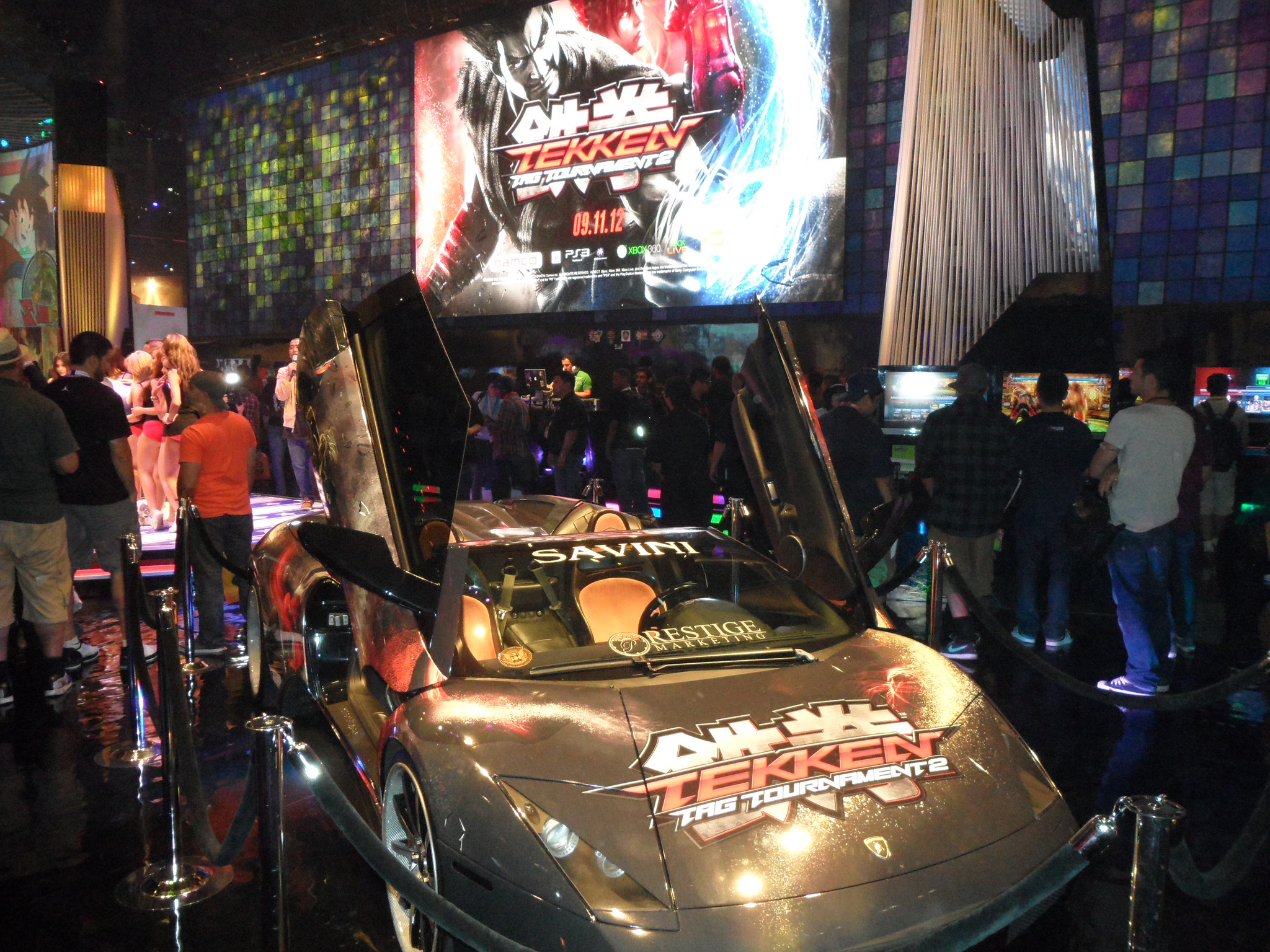
Exposição de Tekken Tag Tournament 2 na E3.

O diretor de Tekken publicou um anúncio sobre o lançamento de um novo jogo no Twitter, no dia 17 de setembro de 2010: "algo novo vem aí, será que é o spin-off Street Fighter X Tekken ou Tekken 7?" Enfim, Tekken Tag Tournament 2 foi anunciado em 18 de setembro de 2010 no evento promocional Tougeki – Super Battle Opera, onde o produtor Katsuhiro Harada alertou que o motor de jogo seria diferente do utilizado em Tekken 6. O lançamento para arcade seria planejado no verão de 2011, mas devido ao grande terremoto do leste do Japão, a reunião foi adiada. No World Cyber Games 2010, Harada comentou que a versão para console teria personagens adicionais e exclusivos, com modos opcionais.

### Tekken Tag Tournament 2 Unlimited
Tekken Tag Tournament 2 Unlimited é uma atualização da versão original para arcade, apresentando uma série de novos itens, opções de personalização, customização e consertos de detalhes de vídeo. Lançado no Japão, em 27 de março de 2012, permite a mudança do modo de combate durante a rodada.

### Versão para console
A versão para console de Tekken Tag Tournament 2 é uma atualização para PlayStation 3, Xbox 360, lançada em setembro de 2012, e Wii U, em novembro do mesmo ano. Essa versão é baseada na Unlimited, apresentando novos personagens, assim como novas fases e um modo de prática chamado Fight Lab, protagonizado pelo robô Combot.
Tanto PlayStation 3, quanto Xbox 360 apresentam o suporte de estereoscopia em 3D, cujos efeitos podem ser personalizados. Há um novo recurso opcional, chamado Tekken Tunes, que permite aos jogadores trocarem de música durante as partidas. Adicionalmente, foi criado um serviço online, o World Tekken Federation, onde os jogadores podem se conectar com outros e discutirem sobre competições e tópicos do jogo. A versão digital de Tekken Tag Tournament 2 foi lançada para PlayStation Network, na América do Norte, em 13 de novembro de 2012, e na Europa, em 21 de novembro de 2012.

### Wii U Edition
Tekken Tag Tournament 2: Wii U Edition também oferece conteúdos exclusivos, o que inclui um modo de jogo que utiliza power-ups da série Mario, funções especiais ativadas pelo controlador Wii U GamePad, customização de personagens baseados em outros jogos da Nintendo, tais como, Super Mario Bros., Metroid, Star Fox, F-Zero e The Legend of Zelda, além do retorno do mini-jogo Tekken Ball, presente em Tekken 3,. Adicionalmente para DLC, foram lançados personagens, trajes e estágios que não existiam nas outras duas versões.
Originalmente, quando o console Wii U foi apresentado na Electronic Entertainment Expo 2011 em Los Angeles, a Namco anunciou que iria desenvolver um jogo exclusivo para o mesmo. No entanto, durante a Electronic Entertainment Expo 2012, a empresa japonesa ressaltou que Tekken Tag Tournament 2 seria lançado para outros dois consoles.

## Lançamento

### Marketing

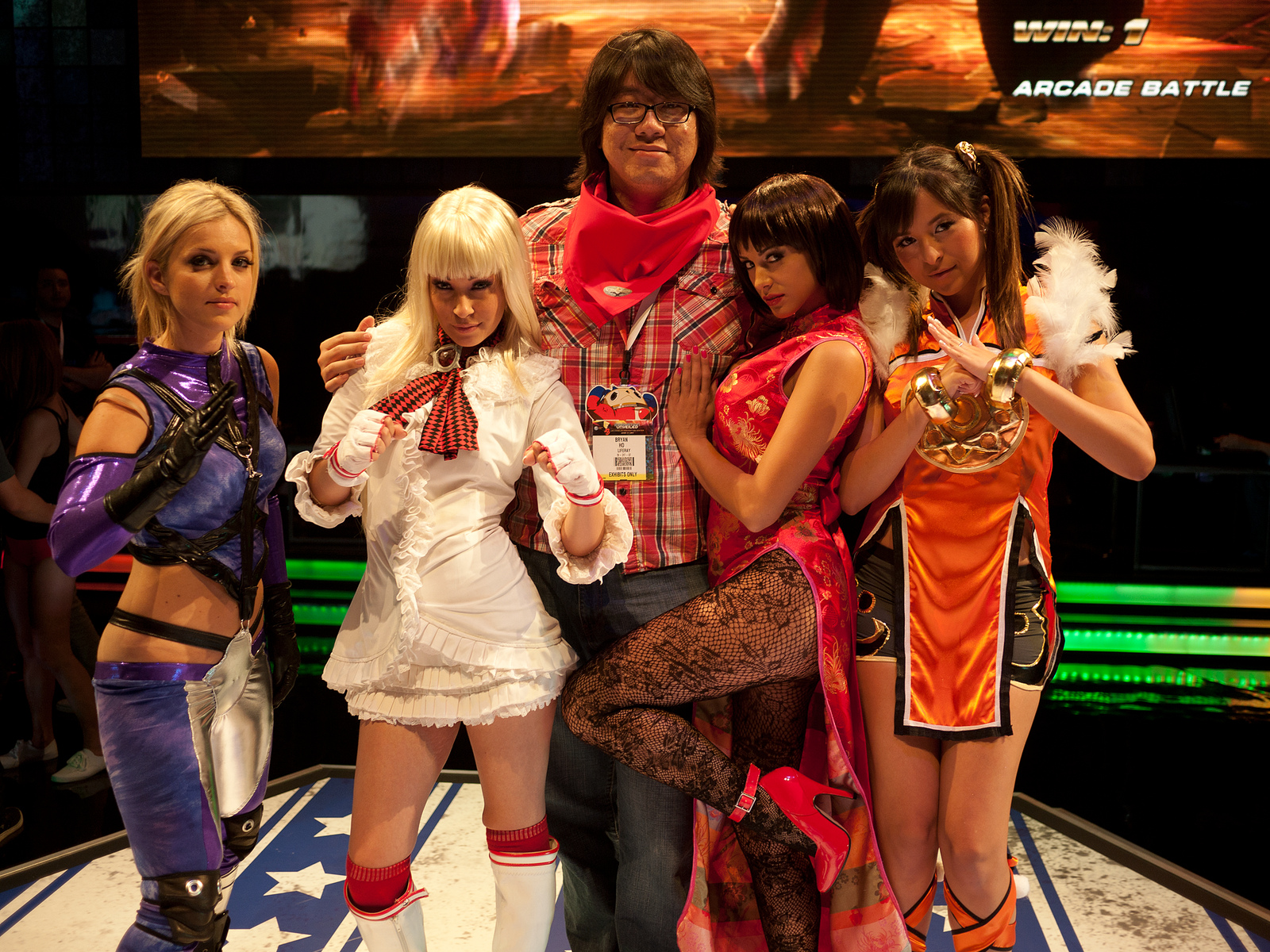
Cosplays oficiais na Electronic Entertainment Expo 2012.

A coleção de discos blu-ray de Tekken Hybrid, lançado em 22 de novembro de 2011, contém o longa-metragem de animação Tekken: Blood Vengeance e uma versão em HD do Tekken Tag Tournament, assim como uma versão demo chamada Tekken Tag Tournament 2 Prologue. O conteúdo do prólogo envolve os protagonistas do filme: Alisa, Devil Jin, Devil Kazuya e Xiaoyu, apresentando novos trajes de customização.
Antes do lançamento de Tekken Tag Tournament 2, a Namco Bandai Games permitiu que jogadores profissionais da América do Norte pudessem testá-lo no Mad Catz durante o evento promovido pela Major League Gaming, onde jogavam em máquinas raras importadas do MCM London Comic Con. Em 25 de junho de 2012, a Namco anunciou a primeira turnê do jogo, onde era apresentado o Fight Lab, sendo que a primeira demonstração ocorreu em Londres, no dia 28 de junho e terminou em 11 de setembro de 2012, no teatro IMAX, Sydney.
Para comemorar o lançamento de Tekken Tag Tournament 2, a Namco criou uma competição para encontrar as melhores imagens inspiradas na série Tekken. As fotografias da disputa foram lançadas na rede social Instagram com a citação #WEARETEKKEN ou #TTT2. O resultado saiu na mesma semana do lançamento, o vencedor Vince Ray ganhou o pacote "We are Tekken" que incluía uma estatueta de Yoshimitsu, uma camiseta da série e um pôster da personagem Anna Williams assinado por Harada.

### Edições de varejo
Nos Estados Unidos, aqueles que pré-encomendaram o Tekken Tag Tournament 2 da GameStop receberam um DLC desbloqueado que incluía Angel e Kunimitsu, o estágio do cantor Snoop Dogg e um pôster de Nina e Anna. Na Austrália, quem ordenasse a pré-venda com um varejista selecionado da Namco teria acesso ao produto exclusivo "ANZ", semelhante ao distribuído pela GameStop.
No sudeste asiático, foi lançado o Prestige Edition contendo um livro de 256 páginas, dois CDs de trilha sonora, um DVD com cenas do jogo intitulado como "Making of TTT2" produzido por Katsuhiro Harada. Aqueles que pré-encomendaram o Prestige, receberam o conteúdo exclusivo para DLC e o estágio de Snoop Dogg.

### Conteúdo paradownload
Em abril de 2012, o produtor Katsuhiro Harada afirmou que, enquanto não houvesse os personagens exclusivos para DLC, aqueles que pré-encomendaram o jogo teriam a capacidade de desbloqueá-los durante um período limitado de testes e caracterização, até que o conteúdo fosse disponibilizado para todos.
Em 5 de junho de 2012, durante a Electronic Entertainment Expo 2012, a Namco Bandai anunciou a parceria com o rapper estadunidense Snoop Dogg para um conteúdo em Tekken Tag Tournament 2, que seria uma canção original intitulada "Knocc 'Em Down" para o cenário "Snoop Dogg Stage", que por sua vez, encontrava um personagem não-jogável semelhante ao cantor. Em 9 de setembro de 2012, alguns jogadores encontraram dados sobre seis personagens novos e cenários ocultos, portanto a Namco explicou o que ocorreu, três dias depois, e os anunciaram como disponíveis para download.

## Recepção
Tekken Tag Tournament 2 obteve uma recepção parcialmente positiva. Os sites agregadores Game Rankings e Metacritic reportam que a edição para Wii U, foi recebida positivamente por cerca de 85.15% e 83/100 dos críticos; para Xbox 360, 82.93% e 83/100 deles responderam favoravelmente; enquanto 82.49% e 82/100 dos críticos elogiaram o jogo em usa versão para PlayStation 3. Durante o primeiro mês de venda, cerca de 840 mil cópias foram vendidas na Europa e no Japão. Em janeiro de 2013, 1,35 milhão de cópias haviam sido vendidas no mundo inteiro.
Na Famitsu, o jogo marcou uma classificação "quase-perfeita" de 39/40, que foi a maior pontuação da revista para um jogo de luta desde Dead or Alive 4 em 2005. A propriedade da AOL, Joystiq, parabenizou o jogo por incluir tudo o que faz Tekken bom, afirmando que "seus mecanismos e a jogabilidade são surpreendentes, hilariantes e divertidos". O site GameSpot o elogiou, descrevendo-o como um "ótimo passatempo para um bom jogador" e comentou sobre a trilha sonora personalizada, porém criticou os modos e tutoriais inadequados.
De acordo com o site Eurogamer, "o jogo carece de um assassino ou personagem brutal para ampliar o sistema tag e seus cenários". O portal de entretenimento IGN foi mais crítico, mas disse que o jogo "é definitivamente uma adição valorosa a franquia". A revista estadunidense de publicação mensal, Game Informer, citou que, "Tekken Tag Tournament é um jogo que oferece toneladas de jogadores, facilitando o combate dois-a-dois, que por sua vez, é bem interessante e há personagens de características diferentes que deixa um pouco de humor na luta". GameTrailers escreveu: "Spin-off ou não, esse é o melhor o jogo de Tekken em anos."

### Prêmios
Tekken Tag Tournament 2 foi um dos quatro jogos indicados para a premiação anual televisiva Spike Video Game Awards na categoria de Melhor Jogo de Luta de 2012, dividindo nomeação com Street Fighter X Tekken e Dead or Alive 5 e perdendo para o Persona 4 Arena. Entretanto, a produção de Katsuhiro Harada venceu quatro prêmios de entidades importantes, entre eles, GameSpot, Machinima e Game Revolution.